# Hildegard Krekel

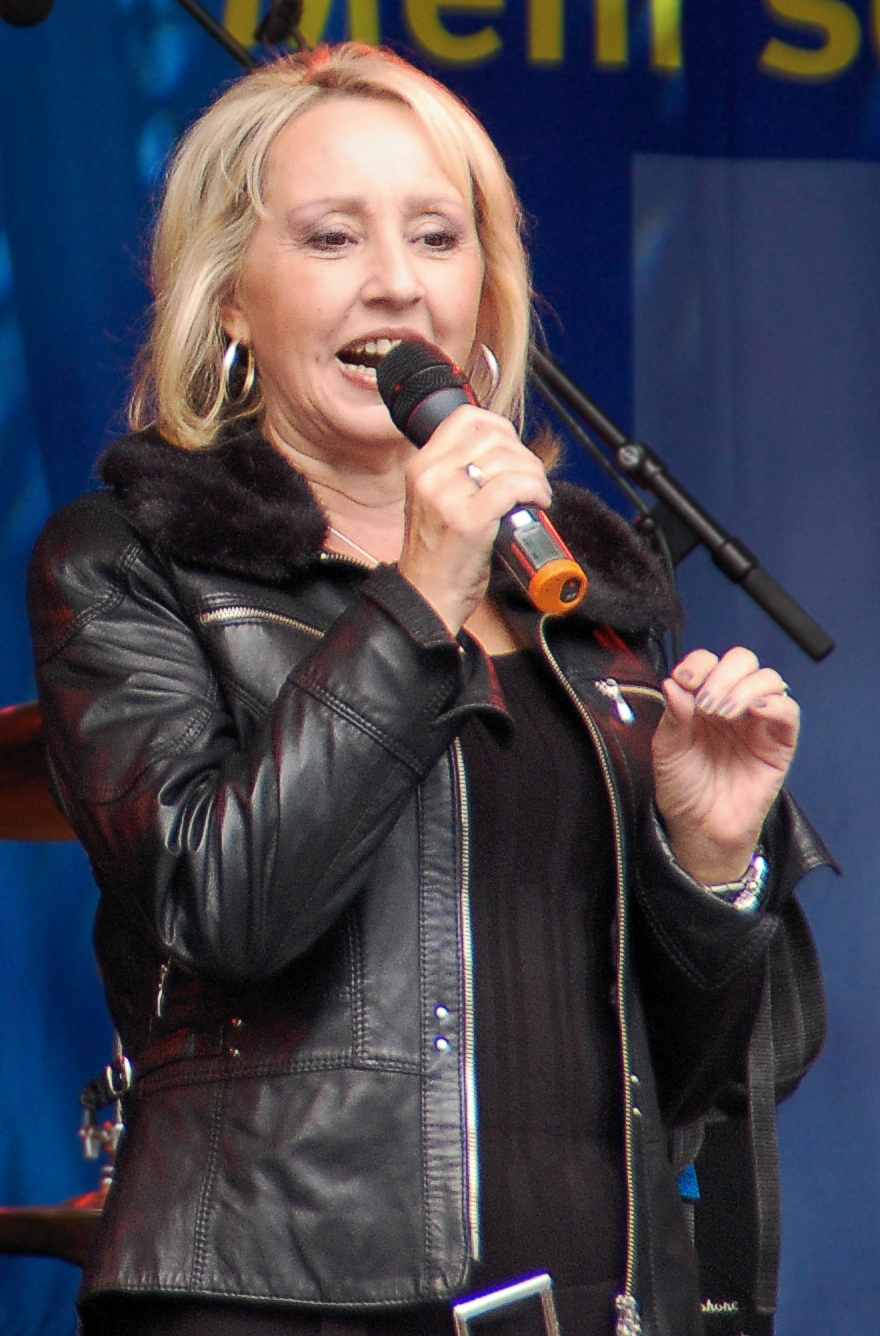
Hildegard Krekel beim NRW-Tag 2010 in Siegen

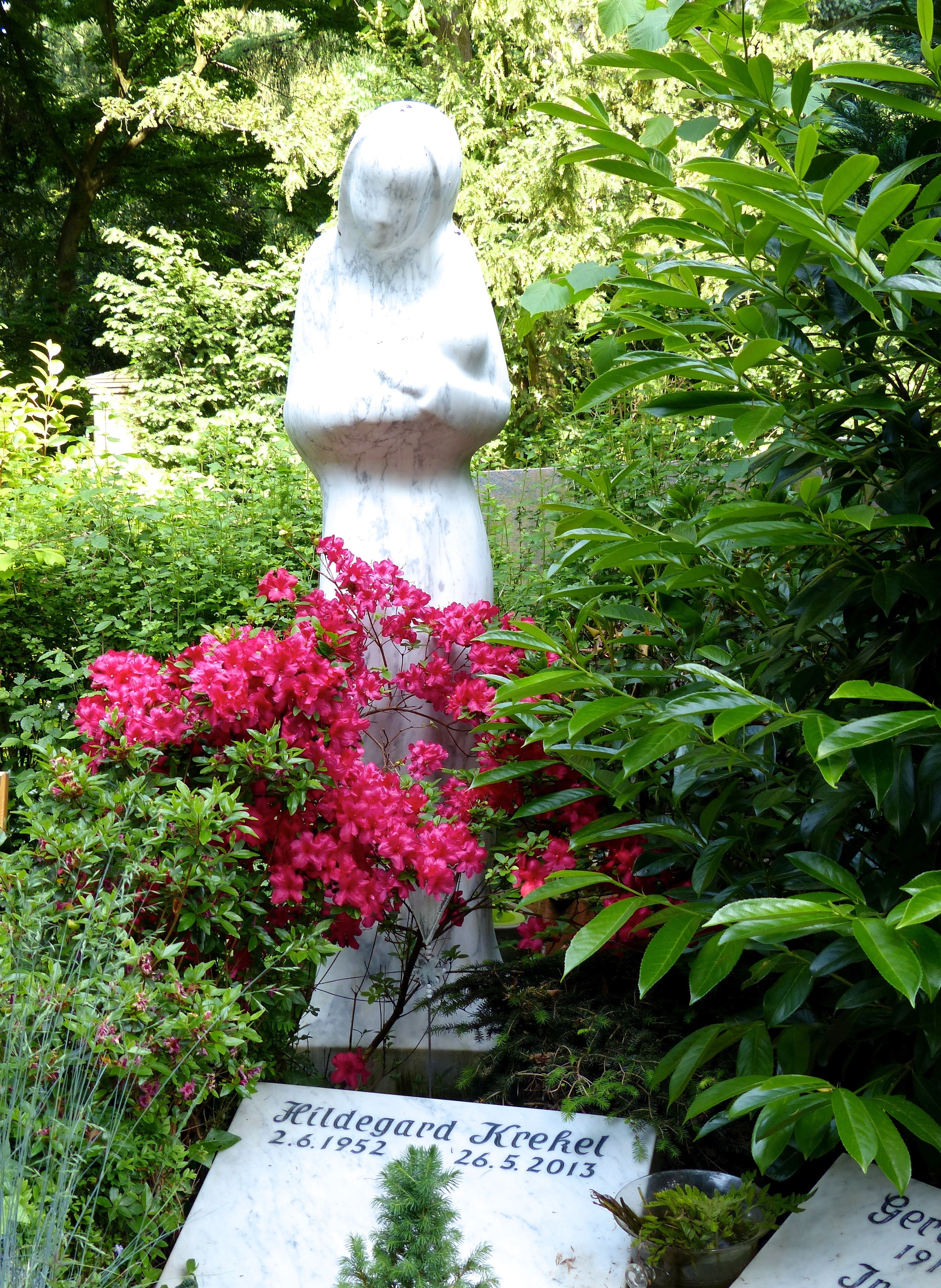
Grabstelle auf dem Friedhof Melaten

Hildegard Krekel (* 2. Juni 1952 in Köln; † 26. Mai 2013 ebenda) war eine deutsche Schauspielerin sowie Hörspiel- und Synchronsprecherin.

## Werdegang
Hildegard Krekel war die Halbschwester der Schauspielerin und Sängerin Lotti Krekel. Die Tochter eines städtischen Angestellten kam im Alter von sechs Jahren zum Kinderballett, wirkte in zahlreichen Märchenaufführungen mit und sprach bereits in Kinderserien des WDR-Hörfunks. Mit neun Jahren war sie an den Bühnen der Stadt Köln in Fuhrmann Henschel zu sehen. Mit 13 Jahren gab sie ihr Fernsehdebüt, im Alter von 16 Jahren feierte sie ihren ersten großen Erfolg an der Seite von Inge Meysel als Selma Knobbe in einer ARD-Verfilmung von Gerhart Hauptmanns Die Ratten. Nach der mittleren Reife nahm sie Schauspielunterricht und hatte neben ihrer Fernsehtätigkeit ein Bühnen-Engagement am Rheinischen Landestheater Neuss.
Bekannt wurde sie in den 1970er Jahren mit der Rolle der Tochter (Rita) von Alfred Tetzlaff („Ekel Alfred“) in Wolfgang Menges satirischer Fernsehfamilienserie Ein Herz und eine Seele.
In den 1990er Jahren spielte sie neben Rudi Carrell in der RTL-Serie Rudis Urlaubsshow und an der Seite von Hape Kerkeling in Club Las Piranjas. Ab 1998 gab sie in der WDR-Serie Die Anrheiner die Kneipenwirtin Uschi Schmitz wie auch ab 2011 in der Nachfolgeserie Ein Fall für die Anrheiner.
Laut der ARD-Hörspieldatenbank wirkte sie zwischen 1960 und 2010 als Hörspielsprecherin in weit mehr als einhundert Produktionen mit. Als Synchronsprecherin lieh sie ihre Stimme unter anderem Bette Davis und Helen Mirren. In der Zeichentrickserie Mr. Bean sprach Krekel für die  Staffeln 1 bis 3 die Figur „Mrs. Wicket“.
Krekel hatte zwei Töchter. Ihre ältere Tochter Miriam Krekel (* 1977) stammt aus einer geschiedenen Ehe und war bis 2022 Chefredakteurin der Tageszeitung B.Z. Danach übernahm sie die Leitung der Journalisten-Ausbildung bei der FreeTech – Axel Springer Academy of Journalism and Technology. Die jüngere Tochter Sarah Cohen-Fantl (* 1987) stammt aus einer Beziehung mit dem Filmproduzenten Jan Fantl. Krekel war später die Lebensgefährtin des früheren Fußballnationalspielers Max Lorenz.
Hildegard Krekel starb am 26. Mai 2013 an den Folgen einer Krebserkrankung, eine Woche vor ihrem 61. Geburtstag. Ihre Grabstätte befindet sich auf dem Melaten-Friedhof (Flur 19 D) in Köln.

## Filmografie (Auswahl)
- 1966: Der Mann mit der Puppe (Fernsehspiel)
- 1968: Der Unfall
- 1969: Die Ratten (Fernsehspiel)
- 1971: Zoff
- 1973–1976: Ein Herz und eine Seele (Fernsehserie, 25 Folgen)
- 1973: Der Kommissar – Rudek
- 1974: Tatort: Eine todsichere Sache
- 1974: Graf Yoster gibt sich die Ehre – Vier Herren spielen Poker
- 1977: Es muß nicht immer Kaviar sein (Fernsehserie, 4 Folgen)
- 1978: MS Franziska (Fernsehserie, Folge 2: Im Grünen Hahn)
- 1978: Nonstop Nonsens (Fernsehserie, Folge 15: Didi als Taxifahrer)
- 1986: Detektivbüro Roth (Fernsehserie, 15 Folgen)
- 1986–1991: Hafendetektiv (Fernsehserie)
- 1986–1988: Sesamstraße
- 1987: Sturmflut[7]
- 1989: Forstinspektor Buchholz
- 1993: Der kleine Vampir – Neue Abenteuer (Fernsehserie, eine Folge)
- 1993–2005: Evelyn Hamanns Geschichten aus dem Leben (dauerhafte Episoden-Nebenrolle)
- 1994: Das Traumschiff – Dubai (Fernsehreihe)
- 1995: Club Las Piranjas
- 1995: Glückliche Reise – Phuket (Fernsehreihe)
- 1998–2011: Die Anrheiner (Fernsehserie)
- 2003: Was nicht passt, wird passend gemacht (Fernsehserie, 5 Folgen)
- 2008: Tatort: Müll
- 2009: Mullewapp – Das große Kinoabenteuer der Freunde
- 2011–2013: Ein Fall für die Anrheiner (Fernsehserie, 76 Folgen)
- 2012: ProSiebens 1001 Nacht
- 2013: Einmal Bauernhof und zurück[8]

## Hörspiele (Auswahl)
- 1960–1966: Lis Böhle: Wat dä Schmitzens all passeet. Rheinische Hörspiele (Sprecherin in 13 Folgen) – Regie: Fritz Peter Vary (7), Leopold Reinecke (2), Heinz Dieter Köhler (1), Manfred Brückner (1), Franz Zimmermann (1), N. N. (1) (Original-Hörspiele, Mundarthörspiele – WDR)
- 1961: Fritz Monreal: Duvejecke vum Kreegmaat. E Stöckelche us dähm ahle Kölle. Rheinisches Hörspiel (Die Pänz) – Regie: Heinz Dieter Köhler (Mundarthörspiel – WDR)
- 1962: Jean Jenniches: Der liebe Anton – Regie: Hermann Pfeiffer (Originalhörspiel, Mundarthörspiel – WDR)
- 1963: Horst Mönnich: Am Ende des Regenbogens (Chor der Zuschauer) – Regie: Friedhelm Ortmann (Originalhörspiel – WDR/SFB/SWF)
- 1964: Zbigniew Herbert: Die kleine Stadt (Kind) – Regie: Heinz Wilhelm Schwarz (Originalhörspiel – WDR)
- 1964: Claude Mauriac: Das Gespräch – Regie: Otto Kurth (Hörspiel – WDR)
- 1965: Frances Hodgson Burnett: Der heimliche Garten (3 Teile) (Mary) – Regie: Hermann Pfeiffer (Hörspielbearbeitung, Kinderhörspiel – WDR)
- 1966: Elias Canetti: Die Befristeten (Der Junge) – Regie: Raoul Wolfgang Schnell (Hörspielbearbeitung, Science-Fiction-Hörspiel – WDR)
- 1967: Milos Rejnus: Furchtbar viel Arbeit. Der Tod des Handlungsreisenden II – Regie: Otto Düben (Hörspiel – WDR)
- 1968: Hans Joachim Hohberg: Grouselettchen (Grouselettchen) – Regie: Wolfram Rosemann (Kriminalkomödie – WDR)
- 1969: Hermann Moers: Die vierte Welt (Bibi, eine Gazelle) – Regie: Raoul Wolfgang Schnell (Originalhörspiel – WDR)
- 1970: Ruth Rehmann: Ich mag deine Freunde (Lala) – Regie: Hans Rosenhauer (Originalhörspiel – NDR/DW)
- 1972: Leif Petersen: Arnolds Traum (Das Mädchen) – Regie: Heinz Wilhelm Schwarz (Hörspiel – WDR)
- 1973: Erasmus Schöfer: Kollegin Zander greift ein (Renate Pawlik) – Regie: Hans Gerd Krogmann (Originalhörspiel – WDR/HR)
- 1974: Roderich Feldes: Kühlmannopolis oder der entschrittene Schritt (Elisabeth Nelson) – Regie: Klaus Mehrländer (Originalhörspiel – WDR)
- 1977: Felix Quade: Die Liebe des alten Einbein (Iris) – Regie: Hans Gerd Krogmann (Hörspiel – WDR)
- 1978: Rachel Mizrahi: Actus tragicus oder der aufrechte Gang – Regie: Jochen Senf (Originalhörspiel – SR)
- 1979: Elmar Podlech: Trümmer überall (Asbach-Anni) – Regie: Walter Adler (Originalhörspiel – BR)
- 1979: Hermann Moers: Harry mit dem goldenen Herzen (Marion) – Regie: Günther Sauer (Hörspiel – SR)
- 1980: Rolf und Alexandra Becker: Die Experten. Ein Kriminalfall wie manch anderer (1. bis 4. Folge) (Mathilde „Tilly“ Robinson) – Regie: Walter Netzsch (Originalhörspiel, Kriminalhörspiel – BR)
- 1981: Molière: Kabuff (Tartuffe in kölnischer Mundart) (Marjann) – Regie: Manfred Brückner (Hörspielbearbeitung, Mundarthörspiel – WDR)
- 1982: Rolf und Alexandra Becker: Die Experten. Ein Kriminalfall wie manch anderer (5. bis 8. Folge) (Mathilde „Tilly“ Robinson) – Regie: Walter Netzsch (Originalhörspiel, Kriminalhörspiel – BR)
- 1983: Werner Liborius: Land und Leute: Der Urjels-Palm – E kölsch Levve en Diorämcher (2 Teile) (Cäcilia) – Regie: Manfred Brückner (Originalhörspiel, Mundarthörspiel – WDR)
- 1984: Hans Brodesser: Kölsche Krimi: Minus Minus jitt Plus oder Dat Dinge med däm Koppfschoss (Silvia) – Regie: Heribert Malchers (Kriminalhörspiel, Mundarthörspiel – WDR)
- 1985: Renate Nickl: Zwischen den Generationen: Jugend: Montagskinder (Marion) – Regie: Hein Bruehl (Hörspiel – WDR)
- 1987: Rainer Puchert: Herr Ehlerth kauft ein: Im Schirmladen – Regie: Hans Drawe (Hörspiel – HR)
- 1988: Karl-Heinz Bölling: Haus Hof und Menschen (Einzige Sprecherin) – Regie: Gottfried von Einem (Kurzhörspiel – RB)
- 1989: Helmut Grömmer: Durch et Hingerpööze (Hedda Kerstensen) – Regie: Klaus Wirbitzky (Mundarthörspiel – WDR)
- 1990: Hans Helge Ott: Stray Cat Blues – Regie: Hans Helge Ott (Hörspiel – RB)
- 1991: Rainer Puchert: Herr Ehlerth kauft ein: In der Musikalienhandlung; In der Metzgerei (2 Hörspiele) – Regie: Hans Drawe (Kurzhörspiel – HR)
- 1992: Friedrich Bestenreiner: Big Bang (10. Folge: Die Gouvernanten-Variante) – Regie: Hans Helge Ott (Kurzhörspiel – RB)
- 1993: Reinhard Jahn, Walter Wehner: Krimi am Montag: Siebzehn gewinnt (Renate) – Regie: Till Bergen (Originalhörspiel, Kriminalhörspiel – RB)
- 1995: Karl-Heinz Bölling: Die Zeitung (Kurz- und Langfassung) (Frau) – Regie: Hans Helge Ott (Originalhörspiel – RB)
- 1996: Larry Brody: Die nettesten Menschen der Welt: Armer Teufel – Regie: Hans Helge Ott (Hörspielbearbeitung, Kurzhörspiel – RB/SWF)
- 1997: Karl-Heinz Bölling: City Blues. Zwei Strophen (Frau) – Regie: Hans Helge Ott (Originalhörspiel – RB)
- 1998: Hans-Peter Tiemann: Eiligabend (2 Teile) (Mutter) – Regie: Klaus Wirbitzky (Originalhörspiel, Kinderhörspiel, Kurzhörspiel – WDR)
- 1999: Karl-Heinz Bölling: Menschen – Tiere – Badewannen! (Live-Fassung) Karl-Heinz Böllings Hörspielzirkus – Live-Hörspiel von der Breminale 1999 (1. Frau) – Bearbeitung und Regie: Christiane Ohaus (Originalhörspiel – RB/Holger Rink)
- 2000: Jürgen Werth: Auf Halde wandeln. Autoren und Autorinnen im Ruhrgebiet stellen sich vor – Regie: Frank Erich Hübner (Porträt – WDR)
- 2001: António Lobo Antunes: Das Handbuch der Inquisitoren (2 Teile) (Frau/Delgado) – Bearbeitung und Regie: Norbert Schaeffer (Hörspielbearbeitung – NDR/WDR)
- 2002: Hans-Peter Tiemann: Neues von den Trillmichs (6 Folgen) (Hannelore) – Regie: Klaus Wirbitzky (Originalhörspiel, Kinderhörspiel – WDR)
- 2002/03: Lisa Tetzner: Die schwarzen Brüder (Ein- und zweiteilige Fassung) (Rossis Frau) – Regie: Christiane Ohaus (Hörspielbearbeitung, Kinderhörspiel – RB/NDR/BR)
  - Auszeichnung: Preis der Deutschen Schallplattenkritik
- 2003: Angelika Hartzheim: Geschichten aus der Wüste: Nomaden der Wüste – Beduinen (Nanni) – Regie: Claudia Johanna Leist (Originalhörspiel, Kinderhörspiel – WDR)
- 2004: Sebastian Goy: Vogelhochzeit (Frau Auerhahn) – Regie: Klaus Wirbitzky (Originalhörspiel, Kinderhörspiel – WDR)
- 2009: Käthe Recheis: Als das Wünschen noch geholfen hat ...: Die Königstochter, die nicht weinen konnte – Bearbeitung und Regie: Uwe Schareck, nur Regie: Uta Reitz (Hörspielbearbeitung – WDR)
- 2010: Anonym: Als das Wünschen noch geholfen hat ... (Tausendundein Märchen im WDR): Vom Müller, der den Apfel eines Fremden angebissen ... – Bearbeitung und Regie: Uwe Schareck, nur Regie: Uta Reitz (Hörspielbearbeitung – WDR)